# Educación Secundaria Superior
La Educación Secundaria Orientada es el último nivel de educación obligatoria en la Argentina. Este nivel, consta de tres años y se encuentra en las mayoría de las provincias argentinas.

## Años
La Educación Secundaria Orientada (ESO) consta de tres años que son los siguientes:
- Cuarto o primer año (equivale al primer año de Polimodal, y tercer año de secundaria tradicional)
- Quinto o segundo año (equivale al segundo año de polimodal, y cuarto año de secundaria tradicional)
- Sexto o tercer año (equivale al tercer año de polimodal, y quinto año de secundaria tradicional)

En algunas escuelas del nivel ESB (Escuela Secundaria Básica), los alumnos pasan de tercer año de ESB a cuarto año del ciclo orientado. Mientras que en otras pasaran de tercer año de ESB a primer año de ESO. Esto depende de la jurisdicción.
- Datos: Q5819894